# Milan Herms
Milan Herms (* 2002) ist ein Theater- und Filmschauspieler.

## Karriere
Milan Herms trat in seiner bisherigen Karriere überwiegend als Theaterschauspieler in Erscheinung. So gehörte er zum Schauspielensemble von Frank Castorfs Inszenierung von Die Kabale der Scheinheiligen. Das Leben des Herrn de Molière nach Michail Bulgakow, die 2016 an der Berliner Volksbühne am Rosa-Luxemburg-Platz mit Sophie Rois und Alexander Scheer in den Hauptrollen ihre Premiere erlebte. Weitere Erfahrung als Schauspieler sammelte er in Aufführungen des P14 Jugendtheaters der Volksbühne. Dort gehörte Herms 2017 zum Ensemble des Stücks Sabotage Camouflage – Wir glauben Ihnen kein Wort! Auch übernahm er 2019 am P14 unter der Regie von Zelal Yesilyurt gemeinsam mit Ben Engelgeer die Titelrollen in dem Stück Benvolio + Mercutio als unglückliche Liebende. Im selben Jahr gehörte Herms zum Premierenensemble von Hannah Dörrs und Jan Koslowskis Die Alleinseglerin segelt allein! am Ballhaus Ost. Am selben Haus führte er bereits 2018 gemeinsam mit Franz Beil und Max Brauer "Hähnchenhaus Fotzycat" auf.
Parallel zu seiner Theaterarbeit gab Herms in Arne Kohlweyers preisgekröntem Kurzfilm Drübenland (2019) sein Debüt als Filmschauspieler. In der Geschichte um den Mauerfall 1989 übernahm er die Nebenrolle des Ronny, der seine von den Eltern alleingelassene Freundin (dargestellt von Malena Münch) und die beiden jüngeren Brüder im Stich lässt, um nach „drüben“ zu fahren. Drei Jahre später erhielt er die männliche Hauptrolle neben Sophie Rois in Nicolette Krebitz’ Spielfilmdrama A E I O U – Das schnelle Alphabet der Liebe (2022), das in den Wettbewerb der Berlinale eingeladen wurde. Von der Berliner Zeitung wurde er als „Neuentdeckung“ gepriesen.

## Filmografie (Auswahl)
- 2005: What´s My Name? (Jöns Jönnson)
- 2019: Drübenland (Kurzfilm)
- 2022: A E I O U – Das schnelle Alphabet der Liebe